# Campionati africani di badminton 2018
I Campionati africani di badminton 2018 si sono svolti a Algeri, in Algeria, dal 16 al 18 febbraio. È stata la 21ª edizione del torneo, organizzato dalla Badminton Confederation of Africa.

## Podi
| Evento              | Oro                                    | Argento                            | Bronzo                                |
| Singolare maschile  | Georges Paul                           | Habeeb Temitope Bello              | Clement Krobakpo                      |
| Singolare maschile  | Georges Paul                           | Habeeb Temitope Bello              | Aatish Lubah                          |
| Singolare femminile | Kate Foo Kune                          | Dorcas Ajoke Adesokan              | Doha Hany                             |
| Singolare femminile | Kate Foo Kune                          | Dorcas Ajoke Adesokan              | Hadia Hosny                           |
| Doppio maschile     | Mohamed Abderrahime Belarbi Adel Hamek | Koceila Mammeri Youcef Sabri Medel | Jean Bernard Bongout Christopher Paul |
| Doppio maschile     | Mohamed Abderrahime Belarbi Adel Hamek | Koceila Mammeri Youcef Sabri Medel | Abdelrahman Abdelhakim Ahmed Salah    |
| Doppio femminile    | Juliette Ah-Wan Allisen Camille        | Doha Hany Hadia Hosny              | Halla Bouksani Linda Mazri            |
| Doppio femminile    | Juliette Ah-Wan Allisen Camille        | Doha Hany Hadia Hosny              | Zainab Momoh Peace Orji               |
| Doppio misto        | Koceila Mammeri Linda Mazri            | Enejoh Abah Peace Orji             | Adham Hatem Elgamal Doha Hany         |
| Doppio misto        | Koceila Mammeri Linda Mazri            | Enejoh Abah Peace Orji             | Ahmed Salah Hadia Hosny               |